# المرخة
المرخة قرية سعودية، تتبع مركز حجر في محافظة رابغ بمنطقة مكة المكرمة. تقع في شرق مدينة رابغ بمسافة ( ) كم.